# Canton du Bourget
Le canton du Bourget est une ancienne division administrative française située dans le département de la Seine-Saint-Denis et la région Île-de-France.
Il a été démembré lors du redécoupage cantonal de 2014 en France pour restructurer, avec d'autres, les cantons de Drancy, de La Courneuve et du Blanc-Mesnil.

## Histoire
- Avant la création du canton du Bourget, voir canton de Pantin (1801 à 1893), canton de Noisy-le-Sec (1893 à 1921), canton d'Aubervilliers (1921 à 1967).

- Le canton du Bourget a été créé par le décret du 20 juillet 1967, lors de la constitution du département de la Seine-Saint-Denis[1].

Un nouveau découpage territorial de la Seine-Saint-Denis entré en vigueur à l'occasion des premières élections départementales suivant le décret du 21 février 2014. Les conseillers départementaux sont, à compter de ces élections, élus au scrutin majoritaire binominal mixte. Les électeurs de chaque canton élisent au Conseil départemental, nouvelle appellation du Conseil général, deux membres de sexe différent, qui se présentent en binôme de candidats. Les conseillers départementaux sont élus pour 6 ans au scrutin binominal majoritaire à deux tours, l'accès au second tour nécessitant 12,5 % des inscrits au 1er tour. En outre, la totalité des conseillers départementaux est renouvelée. Ce nouveau mode de scrutin nécessite un redécoupage des cantons dont le nombre est divisé par deux avec arrondi à l'unité impaire supérieure si ce nombre n'est pas entier impair, assorti de conditions de seuils minimaux. En Seine-Saint-Denis, le nombre de cantons passe ainsi de 40 à 21.
Dans ce cadre, le canton est supprimé, Le Bourget et Dugny rejoignant le canton de La Courneuve et Drancy étant réparti entre les cantons de Drancy et du Blanc-Mesnil à compter des élections départementales françaises de 2015.

## Représentation
| Période    | Période          | Identité                | Étiquette    | Qualité                                                                                         |
| ---------- | ---------------- | ----------------------- | ------------ | ----------------------------------------------------------------------------------------------- |
| 1967       | 2001             | Jacques Gonzalez        | PCF          | Employé EDF-GDF Vice-président du conseil général Adjoint au maire de Drancy                    |
| 2001       | 2003 (démission) | Jean-Christophe Lagarde | UDF          | Attaché de direction Maire de Drancy (2001 → 2017) Député de la Seine-Saint-Denis (2002 → 2022) |
| mars 2003, | 2011             | Vincent Capo-Canellas   | UDF puis NC  | Fonctionnaire territorial Maire du Bourget (2001 → 2017)                                        |
| 2011       | 2015             | Élisa Carcillo          | UMP puis UDI | Adjointe au maire de Drancy                                                                     |

Jacques Gonzalez (1931-2010), inspecteur du gaz chez Gaz de France, est resté 34 ans conseiller général du canton. Élu vice-président aux finances du conseil général en 1982, maire-adjoint à Drancy, il a présidé l'Office départemental HLM,,. Ne se représentant pas en 2001, la candidate PCF Evelyne Bergeret ne totalise que 19,1 % des voix, face à l'UDF Jean-Christophe Lagarde (candidat le même jour aux municipales à Drancy) qui regroupe 39,37 % des voix. Au second tour, Jean-Christophe Lagarde l'emporte par 61,4 % des voix contre 38,6 %.
Élu maire de Drancy en 2001 puis député en 2002, Jean-Christophe Lagarde doit démissionner de son mandat de conseiller général conquis en 2001. Le maire du Bourget Vincent Capo-Canellas, lui aussi UDF, lui succède. Il est réélu en 2008 sous l'étiquette Nouveau Centre. Devenu Sénateur le 25 septembre 2011, Vincent Capo-Canellas est remplacé par sa suppléante au Conseil Général, Elisa Carcillo (UMP, puis UDI), adjointe au maire de Drancy.

## Composition
Le canton du Bourget était constitué, selon la toponymie de l'époque, par :

« a) Les communes du Bourget et de Dugny ;
b) La partie de la commune de Drancy » située au nord de la limite formée « par l'axe de l'avenue Marceau, l'axe de la rue Sadi-Carnot, l'axe du boulevard Paul Vaillant-Couturier, l'axe de l'avenue Jean-Jaurès ». Le sud de Drancy formait le canton de Drancy.
| Communes            | Population (2012) | Code postal | Code Insee |
| ------------------- | ----------------- | ----------- | ---------- |
| Le Bourget          | 14 978            | 93 350      | 93 013     |
| Drancy, partie nord | 28 355            | 93 700      | 93 029     |
| Dugny               | 10 783            | 93 440      | 93 030     |

## Démographie
| 1962 | 1968 | 1975 | 1982 | 1990   | 1999   | 2006   | 2011   | - | - |
| ---- | ---- | ---- | ---- | ------ | ------ | ------ | ------ | - | - |
| -    | -    | -    | -    | 47 707 | 48 278 | 51 671 | 54 116 | - | - |